# Deutscher Sportclub Arminia Bielefeld 1998-1999
Questa voce raccoglie le informazioni riguardanti il Deutscher Sportclub Arminia Bielefeld nelle competizioni ufficiali della stagione 1998-1999.

## Stagione
Nella stagione 1998-1999 l'Arminia Bielefeld, allenato da Ernst Middendorp e Thomas von Heesen, concluse il campionato di 2. Bundesliga al 1º posto e fu promosso in Bundesliga. In Coppa di Germania l'Arminia Bielefeld fu eliminato agli ottavi di finale dal Wolfsburg.

## Rosa
| N. |                     | Ruolo | Calciatore         |
| -- | ------------------- | ----- | ------------------ |
| 1  | Germania (bandiera) | P     | Georg Koch         |
| 2  | Belgio (bandiera)   | D     | Jacky Peeters      |
| 4  | Germania (bandiera) | C     | Silvio Meißner     |
| 5  | Germania (bandiera) | C     | André Hofschneider |
| 6  | Grecia (bandiera)   | D     | Thomas Stratos     |
| 7  | Germania (bandiera) | C     | Jörg Böhme         |
| 8  | Germania (bandiera) | C     | Ronald Maul        |
| 9  | Germania (bandiera) | A     | Bruno Labbadia     |
| 11 | Germania (bandiera) | C     | Michael Sternkopf  |
| 12 | Germania (bandiera) | C     | René Rydlewicz     |
| 13 | Germania (bandiera) | D     | Sven Boy           |
| 15 | Germania (bandiera) | D     | Daniel Alabi       |

| N. |                        | Ruolo | Calciatore                  |
| -- | ---------------------- | ----- | --------------------------- |
| 16 | Germania (bandiera)    | D     | Karsten Bremke              |
| 18 | Italia (bandiera)      | A     | Giuseppe Reina (calciatore) |
| 19 | Paesi Bassi (bandiera) | D     | Roberto Straal              |
| 20 | Serbia (bandiera)      | A     | Milos Kolakovic             |
| 21 | Germania (bandiera)    | D     | Bernd Eigner                |
| 23 | Germania (bandiera)    | D     | Christian Alder             |
| 24 | Polonia (bandiera)     | A     | Henryk Bałuszyński          |
| 25 | Germania (bandiera)    | C     | Jörg Bode                   |
| 26 | Iran (bandiera)        | C     | Karim Bagheri               |
| 29 | Croazia (bandiera)     | P     | Zdenko Miletić              |
| 30 | Germania (bandiera)    | P     | Frederik Gößling            |
| 31 | Germania (bandiera)    | A     | Stefan Studtrucker          |

## Organigramma societario
Area tecnica
- Allenatore: Thomas von Heesen
- Allenatore in seconda: Frank Geideck
- Preparatore dei portieri:
- Preparatori atletici:

## Calciomercato

### Sessione estiva
| Acquisti | Acquisti           | Acquisti                     | Acquisti |
| R.       | Nome               | da                           | Modalità |
| -------- | ------------------ | ---------------------------- | -------- |
| D        | Daniel Alabi       | Arminia Bielefeld (juniores) |          |
| A        | Henryk Bałuszyński | Bochum                       |          |
| C        | Jörg Böhme         | Monaco 1860                  |          |
| D        | Sven Boy           | Eintracht Braunschweig       |          |
| D        | Bernd Eigner       | Hannover 96                  |          |
| C        | André Hofschneider | Monaco 1860                  |          |
| A        | Milos Kolakovic    | Eintracht Braunschweig       |          |
| A        | Bruno Labbadia     | Werder Brema                 |          |
| D        | Jacky Peeters      | Genk                         |          |
| D        | Roberto Straal     | Heerenveen                   |          |
| A        | Stefan Studtrucker | Lubecca                      |          |

| Cessioni | Cessioni             | Cessioni            | Cessioni |
| R.       | Nome                 | a                   | Modalità |
| -------- | -------------------- | ------------------- | -------- |
| C        | Matthias Breitkreutz | Hansa Rostock       |          |
| A        | Ali Daei             | Bayern Monaco       |          |
| D        | Hayden Foxe          | Sanfrecce Hiroshima |          |
| C        | Heiko Gerber         | Norimberga          |          |
| A        | Stefan Kuntz         | Bochum              |          |
| C        | Rob Maas             | Hertha Berlino      |          |
| C        | Jörg Reeb            | Bayer Leverkusen    |          |
| D        | Sonny Silooy         | De Graafschap       |          |
| D        | Johann Stenzel       | St. Pauli II        |          |

### Sessione invernale
| Acquisti | Acquisti | Acquisti | Acquisti |
| R.       | Nome     | da       | Modalità |
| -------- | -------- | -------- | -------- |

| Cessioni | Cessioni         | Cessioni   | Cessioni |
| R.       | Nome             | a          | Modalità |
| -------- | ---------------- | ---------- | -------- |
| D        | Adalbert Zafirov | CSKA Sofia |          |

## Risultati

### 2. Bundesliga

#### Girone di andata
| Arbitro: | Keßler |

|  |           |                       |
|  | Marcatori | 63’ Peeters 90’ Reina |

| Arbitro: | Albrecht |

|  |           |          |
|  | Marcatori | 9’ Blank |

| Arbitro: | Wagner |

|                                                            |           |                                   |
| Bódog 11’ Trkulja 17’, 70’ Góra 57’ Sešlar 76’ Rogosic 89’ | Marcatori | 27’ (rig.) Labbadia 64’ Rydlewicz |

| Arbitro: | Lange |

|             |           |  |
| Bagheri 81’ | Marcatori |  |

| Arbitro: | Fandel |

|              |           |                       |
| Savichev 87’ | Marcatori | 4’ Labbadia 67’ Reina |

| Arbitro: | Hauer |

|                    |           |  |
| Reina 68’ Bode 78’ | Marcatori |  |

| Arbitro: | Koop |

|           |           |                                                       |
| Weber 27’ | Marcatori | 19’ Rydlewicz 66’ Bagheri 78’, 89’ Labbadia 82’ Reina |

| Arbitro: | Wendorf |

|                       |           |                |
| Reina 2’ Labbadia 59’ | Marcatori | 23’ Schütterle |

| Arbitro: | Hufgard |

|                    |           |                     |
| Cartus 9’ Tare 33’ | Marcatori | 49’ Meißner 89’ Boy |

| Arbitro: | Weiner |

|                 |           |  |
| Bałuszyński 55’ | Marcatori |  |

| Arbitro: | Meyer |

|                        |           |                                   |
| Malchow 65’ Sailer 68’ | Marcatori | 9’ (aut.) Winkler 70’ Bałuszyński |

| Arbitro: | Schütz |

|                                 |           |            |
| Rydlewicz 30’ Labbadia 43’, 48’ | Marcatori | 2’ Dermech |

| Arbitro: | Hilmes |

|                              |           |  |
| Türr 36’ van Lent 79’ (rig.) | Marcatori |  |

| Arbitro: | Sippel |

|               |           |  |
| Sternkopf 76’ | Marcatori |  |

| Arbitro: | Strampe |

|  |           |             |
|  | Marcatori | 50’ Schwarz |

| Arbitro: | Wagner |

|  |           |                          |
|  | Marcatori | 80’, 88’ (rig.) Labbadia |

| Bielefeld 7 dicembre 1998, ore 19:30 CET 17ª giornata | Arminia Bielefeld | 0 – 0 referto | Colonia | Bielefelder Alm (11 126 spett.)\| Arbitro: \| Wack \| |
| Arbitro:                                              | Wack              |               |         |                                                       |

#### Girone di ritorno
| Arbitro: | Heynemann |

|                   |           |  |
| Labbadia 47’, 72’ | Marcatori |  |

| Arbitro: | Blumenstein |

|                      |           |             |
| Morinas 24’ Addo 40’ | Marcatori | 1’ Labbadia |

| Arbitro: | Steinborn |

|                                                           |           |  |
| Labbadia 32’ (rig.), 65’ Böhme 59’ Maul 62’ Rydlewicz 78’ | Marcatori |  |

| Arbitro: | Weber |

|                                  |           |              |
| Klopp 24’ Policella 38’ Hock 67’ | Marcatori | 31’ Labbadia |

| Bielefeld 12 marzo 1999, ore 19:00 CET 22ª giornata | Arminia Bielefeld | 0 – 0 referto | St. Pauli | Bielefelder Alm (13 107 spett.)\| Arbitro: \| Margenberg \| |
| Arbitro:                                            | Margenberg        |               |           |                                                             |

| Arbitro: | Hufgard |

|  |           |                   |
|  | Marcatori | 34’, 36’ Labbadia |

| Arbitro: | Wezel |

|                      |           |  |
| Bode 6’ Labbadia 49’ | Marcatori |  |

| Arbitro: | Kammerer |

|                |           |              |
| Westerbeek 32’ | Marcatori | 28’ Labbadia |

| Arbitro: | Kircher |

|                         |           |  |
| Labbadia 5’ Stratos 34’ | Marcatori |  |

| Arbitro: | Schmidt |

|  |           |                                         |
|  | Marcatori | 21’, 51’ (rig.), 53’ Labbadia 89’ Alder |

| Arbitro: | Anklam |

|           |           |                        |
| Reina 26’ | Marcatori | 63’ Strogies 67’ Marić |

| Arbitro: | Zerr |

|            |           |           |
| Walker 14’ | Marcatori | 37’ Böhme |

| Arbitro: | Weber |

|                       |           |          |
| Maul 39’ Labbadia 46’ | Marcatori | 50’ Klee |

| Arbitro: | Ortola-Knopp |

|  |           |                      |
|  | Marcatori | 8’ Peeters 85’ Reina |

| Arbitro: | Wack |

|               |           |            |
| Guié-Mien 30’ | Marcatori | 5’ Meißner |

| Arbitro: | Kammerer |

|                                      |           |  |
| Meißner 25’ Labbadia 29’ (rig.), 62’ | Marcatori |  |

| Arbitro: | Margenberg |

|                                              |           |                                           |
| Munteanu 18’ (rig.) Cullmann 80’ Lottner 81’ | Marcatori | 27’, 45’ Labbadia 43’, 63’ Reina 83’ Bode |

### Coppa di Germania
| Arbitro: | Kammerer |

|  |           |             |
|  | Marcatori | 69’ Stratos |

| Arbitro: | Weber |

|                          |           |              |
| Labbadia 70’ Bagheri 79’ | Marcatori | 66’ Feinbier |

| Arbitro: | Koop |

|                                      |           |           |
| Präger 8’ Boy 49’ (aut.) Akonnor 85’ | Marcatori | 28’ Reina |

## Statistiche

### Statistiche di squadra
| Competizione      | Punti | In casa | In casa | In casa | In casa | In casa | In casa | In trasferta | In trasferta | In trasferta | In trasferta | In trasferta | In trasferta | Totale | Totale | Totale | Totale | Totale | Totale | DR  |
| Competizione      | Punti | G       | V       | N       | P       | Gf      | Gs      | G            | V            | N            | P            | Gf           | Gs           | G      | V      | N      | P      | Gf     | Gs     | DR  |
| ----------------- | ----- | ------- | ------- | ------- | ------- | ------- | ------- | ------------ | ------------ | ------------ | ------------ | ------------ | ------------ | ------ | ------ | ------ | ------ | ------ | ------ | --- |
| 2. Bundesliga     | 67    | 17      | 12      | 2       | 3       | 27      | 7       | 17           | 8            | 5            | 4            | 35           | 25           | 34     | 20     | 7      | 7      | 62     | 32     | +30 |
| Coppa di Germania | -     | 1       | 1       | 0       | 0       | 2       | 1       | 2            | 1            | 0            | 1            | 2            | 3            | 3      | 2      | 0      | 1      | 4      | 4      | 0   |
| Totale            | 67    | 18      | 13      | 2       | 3       | 29      | 8       | 19           | 9            | 5            | 5            | 37           | 28           | 37     | 22     | 7      | 8      | 66     | 36     | +30 |

### Andamento in campionato
| Giornata  | 1 | 2 | 3  | 4 | 5 | 6 | 7 | 8 | 9 | 10 | 11 | 12 | 13 | 14 | 15 | 16 | 17 | 18 | 19 | 20 | 21 | 22 | 23 | 24 | 25 | 26 | 27 | 28 | 29 | 30 | 31 | 32 | 33 | 34 |
| --------- | - | - | -- | - | - | - | - | - | - | -- | -- | -- | -- | -- | -- | -- | -- | -- | -- | -- | -- | -- | -- | -- | -- | -- | -- | -- | -- | -- | -- | -- | -- | -- |
| Luogo     | T | C | T  | C | T | C | T | C | T | C  | T  | C  | T  | C  | C  | T  | C  | C  | T  | C  | T  | C  | T  | C  | T  | C  | T  | C  | T  | C  | T  | T  | C  | T  |
| Risultato | V | P | P  | V | V | V | V | V | N | V  | N  | V  | P  | V  | P  | V  | N  | V  | P  | V  | P  | N  | V  | V  | N  | V  | V  | P  | N  | V  | V  | N  | V  | V  |
| Posizione | 2 | 6 | 12 | 8 | 7 | 4 | 2 | 2 | 3 | 3  | 4  | 2  | 3  | 2  | 3  | 3  | 3  | 2  | 4  | 1  | 3  | 3  | 3  | 3  | 3  | 1  | 1  | 2  | 2  | 2  | 1  | 2  | 1  | 1  |

Legenda:

Luogo: C = Casa; T = Trasferta. Risultato: V = Vittoria; N = Pareggio; P = Sconfitta.

### Statistiche dei giocatori
!! colspan="4" | Totale

| Giocatore       | 2. Bundesliga | 2. Bundesliga | 2. Bundesliga | 2. Bundesliga | Coppa di Germania D. Alabi | Coppa di Germania D. Alabi | Coppa di Germania D. Alabi | Coppa di Germania D. Alabi | 1        | 0    | 0           | 0          | 0 | 0 | 0 | 0 | 1 | 0 | 0 | 0 |
| Giocatore       | Presenze      | Reti          | Ammonizioni   | Espulsioni    | Presenze                   | Reti                       | Ammonizioni                | Espulsioni                 | Presenze | Reti | Ammonizioni | Espulsioni |   |   |   |   |   |   |   |   |
| C. Alder        | 6             | 1             | 0             | 0             | 0                          | 0                          | 0                          | 0                          | 6        | 1    | 0           | 0          |   |   |   |   |   |   |   |   |
| K. Bagheri      | 22            | 2             | 4             | 1             | 3                          | 1                          | 0                          | 0                          | 25       | 3    | 4           | 1          |   |   |   |   |   |   |   |   |
| H. Bałuszyński  | 22            | 2             | 5             | 0             | 1                          | 0                          | 0                          | 0                          | 23       | 2    | 5           | 0          |   |   |   |   |   |   |   |   |
| J. Bode         | 29            | 3             | 3             | 0             | 2                          | 0                          | 1                          | 0                          | 31       | 3    | 4           | 0          |   |   |   |   |   |   |   |   |
| S. Boy          | 18            | 1             | 2             | 0             | 3                          | 0                          | 1                          | 0                          | 21       | 1    | 3           | 0          |   |   |   |   |   |   |   |   |
| K. Bremke       | 7             | 0             | 1             | 0             | 0                          | 0                          | 0                          | 0                          | 7        | 0    | 1           | 0          |   |   |   |   |   |   |   |   |
| J. Böhme        | 25            | 2             | 5             | 2             | 2                          | 0                          | 0                          | 0                          | 27       | 2    | 5           | 2          |   |   |   |   |   |   |   |   |
| B. Eigner       | 0             | 0             | 0             | 0             | 0                          | 0                          | 0                          | 0                          | 0        | 0    | 0           | 0          |   |   |   |   |   |   |   |   |
| F. Gößling      | 0             | 0             | 0             | 0             | 0                          | 0                          | 0                          | 0                          | 0        | 0    | 0           | 0          |   |   |   |   |   |   |   |   |
| A. Hofschneider | 31            | 0             | 9             | 1             | 3                          | 0                          | 0                          | 0                          | 34       | 0    | 9           | 1          |   |   |   |   |   |   |   |   |
| G. Koch         | 34            | 0             | 4             | 0             | 2                          | 0                          | 0                          | 0                          | 36       | 0    | 4           | 0          |   |   |   |   |   |   |   |   |
| M. Kolakovic    | 8             | 0             | 0             | 0             | 1                          | 0                          | 1                          | 0                          | 9        | 0    | 1           | 0          |   |   |   |   |   |   |   |   |
| B. Labbadia     | 33            | 28            | 4             | 0             | 3                          | 1                          | 0                          | 0                          | 36       | 29   | 4           | 0          |   |   |   |   |   |   |   |   |
| R. Maul         | 31            | 2             | 3             | 0             | 3                          | 0                          | 0                          | 0                          | 34       | 2    | 3           | 0          |   |   |   |   |   |   |   |   |
| S. Meißner      | 28            | 3             | 8             | 0             | 2                          | 0                          | 1                          | 0                          | 30       | 3    | 9           | 0          |   |   |   |   |   |   |   |   |
| Z. Miletić      | 0             | 0             | 0             | 0             | 1                          | 0                          | 0                          | 0                          | 1        | 0    | 0           | 0          |   |   |   |   |   |   |   |   |
| J. Peeters      | 28            | 2             | 4             | 1             | 3                          | 0                          | 1                          | 0                          | 31       | 2    | 5           | 1          |   |   |   |   |   |   |   |   |
| G. Reina        | 33            | 9             | 6             | 0             | 3                          | 1                          | 0                          | 0                          | 36       | 10   | 6           | 0          |   |   |   |   |   |   |   |   |
| R. Rydlewicz    | 28            | 4             | 3             | 1             | 3                          | 0                          | 0                          | 0                          | 31       | 4    | 3           | 1          |   |   |   |   |   |   |   |   |
| M. Sternkopf    | 24            | 1             | 4             | 0             | 2                          | 0                          | 0                          | 0                          | 26       | 1    | 4           | 0          |   |   |   |   |   |   |   |   |
| R. Straal       | 16            | 0             | 5             | 1             | 2                          | 0                          | 0                          | 0                          | 18       | 0    | 5           | 1          |   |   |   |   |   |   |   |   |
| T. Stratos      | 33            | 1             | 5             | 0             | 3                          | 1                          | 0                          | 0                          | 36       | 2    | 5           | 0          |   |   |   |   |   |   |   |   |
| S. Studtrucker  | 3             | 0             | 0             | 0             | 0                          | 0                          | 0                          | 0                          | 3        | 0    | 0           | 0          |   |   |   |   |   |   |   |   |
| A. Zafirov      | 2             | 0             | 1             | 0             | 0                          | 0                          | 0                          | 0                          | 2        | 0    | 1           | 0          |   |   |   |   |   |   |   |   |